# Згорнє Сечово
Згорнє Сечово (словен. Zgornje Sečovo) — поселення в общині Рогашка Слатина, Савинський регіон, Словенія. Висота над рівнем моря: 298,9 м.